# International Hockey League (2007–2010)
Die International Hockey League (kurz IHL, ehemals Colonial Hockey League, kurz CoHL und United Hockey League, kurz UHL) war eine professionelle Eishockeyliga, die aus Teams der Vereinigten Staaten bestand. Die Ligazentrale war in Rochester, Michigan. Die Liga bezeichnete sich selbst als Mid-Level Minor League, wurde aber offiziell als Low-Level-League eingestuft.

## Geschichte

Das Logo der United Hockey League (1997–2007)

Gegründet wurde die Liga 1991 unter dem Namen Colonial Hockey League (CoHL) mit Teams aus Brantford, Detroit, Flint, St. Thomas und Thunder Bay. Die Liga änderte ihren Namen vor der Saison 1997/98 in United Hockey League (UHL). Im Laufe der Jahre wechselten die teilnehmenden Teams der Liga des Öfteren.
Die Saison 2006/07 startete die Liga mit zehn Mannschaften. Nach dieser Spielzeit wurde die Liga auf sechs Mannschaften reduziert, da die Port Huron Flags, die Chicago Hounds, die Quad City Mallards und die Rockford IceHogs den Spielbetrieb einstellten und die Elmira Jackals in die ECHL wechselten. Als neues Franchise wurden die Port Huron Icehawks aufgenommen.
Im Sommer 2007 änderte die Liga ihren Namen in International Hockey League (IHL), in Anlehnung an die gleichnamige Liga, die von 1945 bis 2001 existierte und in ihrer Anfangszeit Mannschaften aus Flint, Fort Wayne, Kalamazoo und Muskegon hatte. Drei der aktuellen Teams kommen aus diesen Städten. Am 1. Juni 2010 gab die Liga zusammen mit der Central Hockey League ihre Zusammenarbeit ab der Saison 2010/11 bekannt. Die fünf IHL-Teams wechselten zu dieser Spielzeit in die CHL, die IHL blieb jedoch offiziell als Organisationskomitee bestehen.

## Nicht mehr bestehende Eishockeyclubs der Liga
| - Adirondack Frostbite (2004–2006) - Adirondack IceHawks (1999–2004, wurden Adirondack Frostbite) - Asheville Smoke (1998–2002) - B. C. Icemen (1997–2002) - Bloomington PrairieThunder (2006–2010, wechselten in die CHL) - Brantford Smoke (1991–1998, wurden Asheville Smoke) - Chatham Wheels (1992–1994, wurden Saginaw Wheels) - Chicago Hounds (2006–2007) - Columbus Stars (2003–2004) - Danbury Trashers (2004–2006) - Dayton Gems (2009–2010, wechselten in die CHL) - Dayton Ice Bandits (1996–1997, wurden Mohawk Valley Prowlers) - Detroit Falcons (1992–1996) - Elmira Jackals (2000–2007, wechselten in die ECHL) - Flint Bulldogs (1991–1993, wurden Utica Bulldogs) - Flint Generals (1993–2010) - Fort Wayne Komets (1999–2010, wechselten in die CHL) - Kalamazoo Wings (2000–2009, wechselten in die ECHL) - Kansas City Outlaws (2004–2005) - Knoxville Speed (1999–2002) - London Wildcats (1994–1995, wurden Dayton Ice Bandits) - Madison Kodiaks (1999–2000, wurden Kalamazoo Wings) - Madison Monsters (1996–1999, wurden Knoxville Speed) - Michigan Falcons (1991–1992, wurden Detroit Falcons) - Missouri River Otters (1999–2006) - Mohawk Valley Prowlers (1998–2001) | - Motor City Mechanics (2004–2006) - Muskegon Fury (1992–2008, wurden Muskegon Lumberjacks) - Muskegon Lumberjacks (2008–2010) - New Haven Knights (2000–2002) - Ohio Gears (1999–2000) - Port Huron Beacons (2002–2005, wurden Roanoke Valley Vipers) - Port Huron Border Cats (1996–2002) - Port Huron Flags (2005–2007) - Port Huron Icehawks (2007–2010) - Quad City Mallards (1995–2010, wechselten in die CHL) - Richmond RiverDogs (2003–2006, wurden Chicago Hounds) - Roanoke Valley Vipers (2005–2006) - Rockford IceHogs (1999–2007, wechselten in die AHL) - Saginaw Gears (1998–1999, wurden Ohio Gears) - Saginaw LumberKings (1996–1998, wurden Saginaw Gears) - Saginaw Wheels (1994–1996, wurden Saginaw LumberKings) - St. Thomas Wildcats (1991–1994, wurden London Wildcats) - Thunder Bay Senators (1993–1996, wurden Thunder Bay Thunder Cats) - Thunder Bay Thunder Cats (1996–1999, wurden Rockford IceHogs) - Thunder Bay Thunder Hawks (1991–1993, wurden Thunder Bay Senators) - Utica Bulldogs (1993–1994, wurde Utica Blizzard) - Utica Blizzard (1994–1997, wurden Winston-Salem IceHawks) - Winston-Salem IceHawks (1997–1999, wurden Adirondack IceHawks) |

## Nicht verwirklichte Franchises
- Lehigh Valley Xtreme

Das Logo der Colonial Hockey League (1991–1997)

  - Das Franchise sollte 2000 den Spielbetrieb der United Hockey League aufnehmen, wozu es jedoch nie kam.

- Canton Ice Patrol
  - Das Franchise sollte 2000 den Spielbetrieb an Stelle der Ohio Gears weiterführen. Bis zur endgültigen Aufgabe des Projektes 2002 waren zudem die Teamnamen Arctic Xpress und Canton Xpress im Gespräch.

## Trophäen
Der Tarry Cup wurde an das Team vergeben, das in der regulären Saison die meisten Punkte gewonnen hatte. Den Meisterschaftspokal Colonial Cup erhielt der Gewinner der Play-offs der IHL. Der Name der Trophäe stammt noch aus der Zeit, als die Liga CoHL (Colonial Hockey League) hieß. Von 2008 bis 2010 trug die Trophäe den Namen Turner Cup.

### Gewinner Colonial-Cup-Ära
| Jahr | Tarry Cup            | Colonial Cup              |
| ---- | -------------------- | ------------------------- |
| 1992 | Michigan Falcons     | Thunder Bay Thunder Hawks |
| 1993 | Brantford Smoke      | Brantford Smoke           |
| 1994 | Thunder Bay Senators | Thunder Bay Senators      |
| 1995 | Thunder Bay Senators | Thunder Bay Senators      |
| 1996 | Flint Generals       | Flint Generals            |
| 1997 | Flint Generals       | Quad City Mallards        |
| 1998 | Quad City Mallards   | Quad City Mallards        |
| 1999 | Muskegon Fury        | Muskegon Fury             |
| 2000 | Quad City Mallards   | Flint Generals            |
| 2001 | Quad City Mallards   | Quad City Mallards        |
| 2002 | Quad City Mallards   | Muskegon Fury             |
| 2003 | Fort Wayne Komets    | Fort Wayne Komets         |
| 2004 | Fort Wayne Komets    | Muskegon Fury             |
| 2005 | Muskegon Fury        | Muskegon Fury             |
| 2006 | Kalamazoo Wings      | Kalamazoo Wings           |
| 2007 | Kalamazoo Wings      | Rockford IceHogs          |

### Gewinner Turner-Cup-Ära
| Jahr | Turner Cup        |
| ---- | ----------------- |
| 2008 | Fort Wayne Komets |
| 2009 | Fort Wayne Komets |
| 2010 | Fort Wayne Komets |